# Dent Parrachée
Il Dent Parrachée (3.697 m s.l.m. ) è un monte francese del massiccio della Vanoise nelle Alpi Graie. Si trova nel dipartimento della Savoia en Alta Moriana e fa parte del Parco nazionale della Vanoise.

## Toponimo
Il nome Parrachez, toponimo collegato con la montagna, non è di origine chiara. Appare per la prima volta sulle cartine del Regno di Sardegna nel 1855 per designare il ghiacciaio situato nel prolungamento della Pointe de la Réchasse. Il toponimo è diventato femminile per collegarlo al termine "dente" per denominare la cima.

## Caratteristiche
La montagna per la sua posizione domina particolarmente l'alta valle della Maurienne. Si presenta con un'anticima di particolare importanza: la Pointe de la Fournache.

## Salita alla vetta

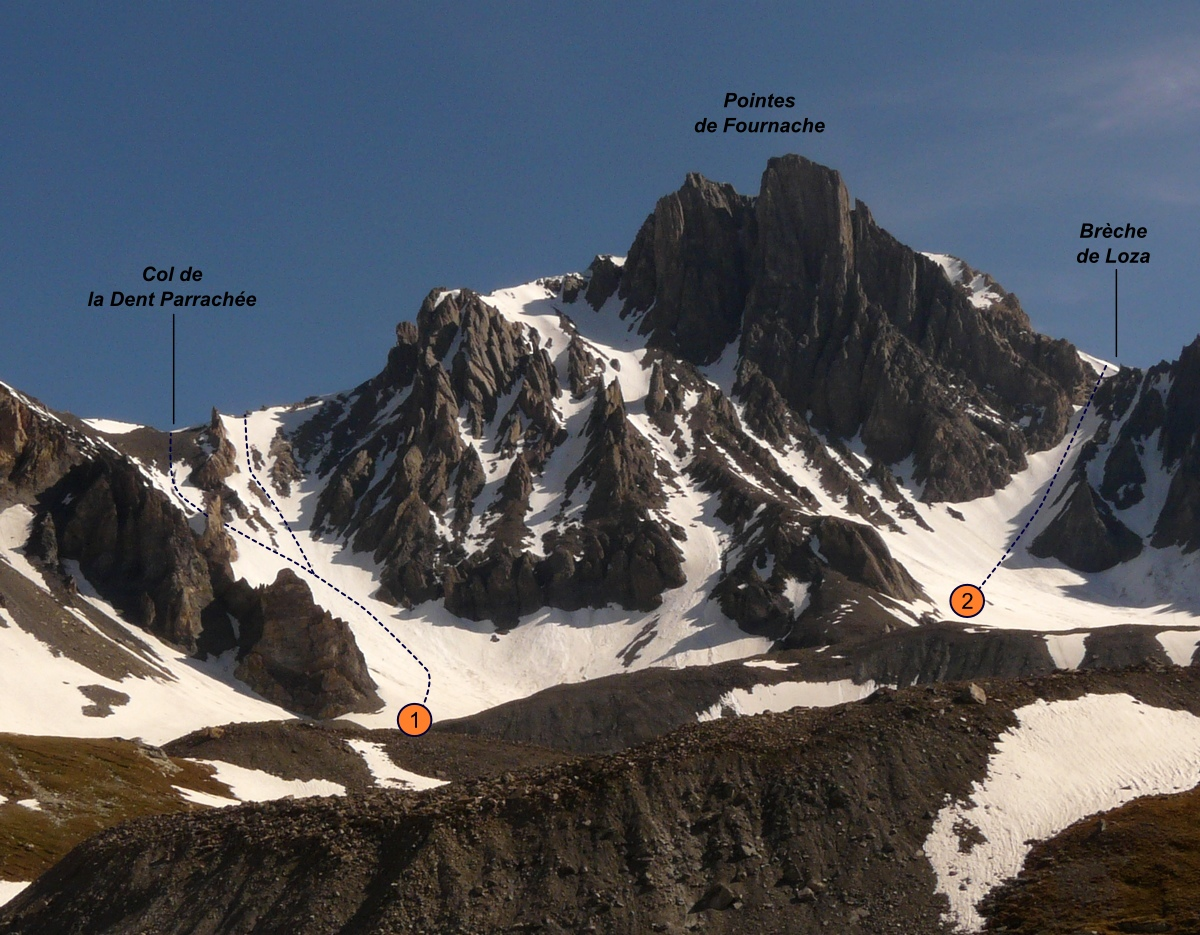
Indicazione della via normale di salita e della via alternativa per la Brèche de Loza. La vetta della montagna è situata dietro la Pointe de la Fournache.

La via normale di salita alla vetta parte da Aussois e passa dal Refuge de la Dent Parrachée oppure dal Refuge de la Fournache. La via normale è classificata PD.
Nel dettaglio da Aussois si può salire in autovettura fino al parcheggio di Plan d'Amont (2.100 m) vicino al Lago di Plan d'Amont. Partendo a piedi in circa un'ora e trenta si sale al Refuge de la Dent Parrachée (2.511 m). Dopo il rifugio si risale il vallone de la Fournache fino a guadagnare il Col del la Dent Parrachée (3.338 m). Dopo il colle si sale per la cresta ovest raggiungendo la Pointe de la Fournache (3.639 m). Infine superando il colletto nevoso che separa le due montagne si raggiunge la vetta.
In alternativa alla via normale sempre risalendo il vallone de la Fournache si può salire alla Brèche de Loza. Di qui si sale per la cresta sud alla Pointe de la Fournache e si raggiunge la vetta.